# Theofil Kupka
Theofil Kupka (* 22. August 1885 in Marklowitz bei Loslau; † 20. November 1920 in Beuthen) war ein schlesischer Politiker.

## Leben
Der aus Oberschlesien stammende Kupka gehörte zunächst zu den Mitarbeitern des polnischen Plebiszitkommissariats. Er hatte keine Ausbildung, erhoffte sich aber einen Aufstieg, wie z. B. Józef Rymer, der ebenfalls kein Akademiker war. Da die Führungspersönlichkeiten wie Wojciech Korfanty, Konstanty Wolny, Rymer oder Brunon Kudera rar waren, bekam er eine Chance. Wegen Auseinandersetzungen, deren Ursache die geringere Bezahlung Kupkas gegenüber anderen Kommissariatsmitgliedern mit höherer Bildung war, wurde er entlassen.
Infolgedessen ging er zum deutschen Plebiszitkommissar Kurt Urbanek, der ihm Geld für die zweisprachige Zeitschrift Wola Ludu – Der Wille des Volkes gab. Kupka benutzte seine Stellung bei der Zeitschrift unter anderem zur Abrechnung mit früheren Kameraden, von denen er sich schlecht behandelt fühlte und die er darin als „polnische Adlige, Posener Doktoren und galizische Juden“ bezeichnete.
Später wurde Kupka Leiter der von den Deutschen unterstützten, oberschlesischen Autonomiebewegung Bund der Oberschlesier, die einen autonomen oberschlesischen Staat mit sowohl deutscher als auch polnischer, aber vor allem schlesischer Identität anstrebte. Diese Vorstellung fand weder in Deutschland noch in Polen genügend Unterstützung.
Am 20. November 1920 wurde Kupka von einem polnischen Schlägertrupp ermordet. Als Mordverdächtiger wurde der Schlosser Henryk Myrcik verhaftet, aber nach ein paar Tagen wieder aus der U-Haft entlassen. Es fand weder ein Prozess statt noch konnte der Mord je aufgeklärt werden, die Ermittlungen wurden teilweise auch behindert. In seiner Korfanty-Biographie benannte Sigmund Karski (Zygmunt Karski) Wojciech Korfanty als Auftraggeber des Mordes, ohne jedoch schlüssige Beweise liefern zu können.